# 표성
《표성》(飇城: Runaway Blues)은 홍콩에서 제작된 여대위 감독의 1989년 영화이다. 유덕화 등이 주연으로 출연하였고 장국충 등이 제작에 참여하였다. 폭력성이 어느 정도 있었으나 이 영화는 홍콩 영화 상영 등급 제도에서 카테고리 3를 받았다.

## 출연

### 주연
- 유덕화
- 여수릉
- 방강
- 가수량
- 왕소
- 톈니

## 기타
- 무술감독: 가수량